# Евпалін
Евпалін (*Εὐπαλῖνος, VI ст. до н. е.) — давньогрецький інженер та архітектор.

## Життєпис
Син Навстрофа, інженера з міста Мегари. Дата народження невідома (приблизно на початку VI ст. до н. е.). Близько 550 року до н. е. е. тиран острова Самос Полікрат доручив йому побудувати водопровід, який дозволив би постачати водою дальній кінець острова. Для цього знадобилося пробити в горі тунель довжиною 1300 м. Будівельники почали прокладку з двох кінців одночасно і зустрілися в середині гори, відхилившись від наміченого шляху всього на кілька сантиметрів. Роботи тривали приблизно до 530 року до н. е.